# Ansalonga
Ansalonga falu Andorrában, az Ordino közösségben. 2012-ben 55 fő lakott a településen. Ansalonga tengerszint feletti magassága 1331 méter.
A településen van egy kis kápolna, oltárképet szenteltek Mihály arkangyalnak.